# Alamo Heights
Alamo Heights é uma cidade localizada no estado norte-americano do Texas, no Condado de Bexar.

## Demografia
Segundo o censo norte-americano de 2000, a sua população era de 7319 habitantes.
Em 2006, foi estimada uma população de 7093, um decréscimo de 226 (-3.1%).

## Geografia
De acordo com o United States Census Bureau tem uma área de 4,8 km², dos quais 4,8 km² cobertos por terra e 0,0 km² cobertos por água.

## Localidades na vizinhança
O diagrama seguinte representa as localidades num raio de 8 km ao redor de Alamo Heights.